# Magdaline Chemjor
Magdaline Jepkorir Chemjor (Kabarnet, 12 november 1978) is een Keniaanse langeafstandsloopster.

## Loopbaan
Chemjor won in 2003 de halve marathon van Berlijn. Op de 25 km van Berlijn behaalde ze in 2001 en 2002 een eerste plaats en in 2003 een tweede plaats.
De halve marathon van Lille (Rijsel) liep ze in 2003 in een persoonlijk record van 1:09.39. In hetzelfde jaar werd ze op de Wereldkampioenschappen veldlopen vijfde en behaalde met het Keniaanse team een zilveren medaille. In 2000 liep ze 49,09 op de Zevenheuvelenloop.
In 2005 werd Magdaline Chemjor moeder van een dochter. In 2006 werd ze na haar comeback vierde op de 25 km van Berlijn.
Op 21 oktober 2007 maakte ze haar debuut op de marathon van Amsterdam, die zij won in een tijd van 2:28.16. Ze versloeg hiermee met een ruime marge de Poolse Dorota Gruca, die in 2:30.10 over de finish kwam.

## Persoonlijke records
Baan
| Onderdeel             | Prestatie | Datum         | Plaats  |
| --------------------- | --------- | ------------- | ------- |
| 5000 m                | 16.00,77  | 30 mei 1999   | Hengelo |
| 10.000 m              | 32.47,5   | 28 juli 2007  | Nairobi |
| 5000 m snelwandelen   | 24.04,8   | 22 juni 1994  | Kitale  |
| 10.000 m snelwandelen | 51.54,4   | 27 april 1996 | Nairobi |

Weg
| Onderdeel      | Prestatie | Datum            | Plaats    |
| -------------- | --------- | ---------------- | --------- |
| 10 km          | 32.48     | 2 september 2007 | Tilburg   |
| 15 km          | 49.09     | 19 november 2000 | Nijmegen  |
| 10 Eng. mijl   | 54.21     | 11 mei 2002      | Bern      |
| halve marathon | 1:09.39   | 6 september 2003 | Lille     |
| 25 km          | 1:25.02   | 4 mei 2003       | Berlijn   |
| 30 km          | 1:44.47   | 21 oktober 2007  | Amsterdam |
| marathon       | 2:28.16   | 21 oktober 2007  | Amsterdam |

## Palmares

### 5000 m
- 2003: 9e Keniaanse WK Trials in Nairobi - 16.33,4

### 10.000 m
- 2007: 4e Keniaanse WK Trials in Nairobi - 32.47,5

### 5 km
- 2000: 4e Giro Media Blenio in Dongio - 16.15,2
- 2000: 4e Schweizer Frauenlauf in Bern - 16.01,6
- 2002:  Schweizer Frauenlauf in Bern - 15.54,3
- 2014:  Hornbach Stadtlauf in Kaiserslautern - 17.06,7

### 10 km
- 1998:  Run Party in Echt - 34.39
- 1999:  Parelloop in Brunssum - 32.47
- 1999:  Women's Mini-Marathon in Dublin - 33.31
- 1999:  Maliebaanloop in Utrecht - 33.09
- 1999:  Jogging Des Notaires in Parijs - 33.05
- 2000:  AA-Drink Byland Run in Tolkamer - 32.15
- 2000:  Parelloop in Brunssum - 32.30
- 2000: 4e Tilburg - 32.32
- 2000:  Tesco/Evening Herald Women's in Dublin - 32.43
- 2001:  Parelloop in Brunssum - 32.07
- 2001:  Dublin Women's Mini Marathon - 32.56
- 2002:  Parelloop in Brunssum - 32.33
- 2002:  Würzburger Residenzlauf - 32.29,0
- 2003:  Kerlann Bruz - 33.48
- 2003:  Ker Laan - 33.48
- 2003:  Zwitserloot Dak Run in Groesbeek - 33.47,2
- 2004:  Brabants Dagblad Tilburg - 32.33
- 2006:  Avon Running Berliner Frauenlauf in Berlijn - 35.18
- 2006:  Rostocker CityLauf - 34.43
- 2006: 5e Zwitserloot Dak Run in Groesbeek - 34.27
- 2007:  The Hague Royal - 33.43
- 2007: 5e 10 km van Tilburg - 32.48
- 2007:  Safaricom Rediscover Nandi in Kapsabet - 30.47
- 2014:  Tübinger ERBE-Lauf in Tübingen - 35.58
- 2014:  Volksbank Citylauf in Albstadt - 36.09

### 15 km
- 1999:  Haagse Beemden Loop in Breda - 52.00
- 1999: 4e Zevenheuvelenloop - 51.03
- 2000: 4e Zevenheuvelenloop - 49.09
- 2001:  Zevenheuvelenloop - 49.15
- 2002:  Canet en Roussillon - 49.54
- 2003:  Zevenheuvelenloop - 51.21
- 2004: 7e Zevenheuvelenloop - 51.45

### 10 Eng. mijl
- 2001:  Grand Prix von Bern - 56.03,1
- 2002:  Grand Prix von Bern - 54.20,8
- 2003:  Grand Prix von Bern - 55.57,5
- 2004:  Dam tot Damloop - 54.19

### 20 km
- 2001:  Cassis International Classic (Marseille, 20,3 km) 1:09.52
- 2002:  20 km van Parijs - 1:07.34

### halve marathon
- 2001: 5e halve marathon van Vitry-sur-Seine - 1:10.32
- 2001: 21e WK in Bristol - 1:11.26
- 2002:  Route du Vin - 1:11.42
- 2002:  halve marathon van Boulogne Billancourt - 1:12.53
- 2003:  halve marathon van Berlijn - 1:11.12
- 2003:  halve marathon van Lille (Rijsel) - 1:09.39
- 2003: 35e WK in Vila moura - 1:14.42
- 2004:  halve marathon van Rotterdam - 1:11.39
- 2006: 4e halve marathon van Zwolle - 1:19.45
- 2007:  halve marathon van Nice - 1:13.53
- 2007:  halve marathon van Klagenfurt - 1:14.00
- 2009: 4e halve marathon van Egmond - 1:19.43
- 2009: 4e halve marathon van Lissabon - 1:11.55
- 2009:  halve marathon van Nairobi - 1:12.18
- 2010:  halve marathon van Bologna - 1:12.51
- 2011:  halve marathon van Curitiba - 1:17.30
- 2014: 5e halve marathon van Hamburg - 1:20.56
- 2014:  halve marathon van Kiel - 1:18.03
- 2015:  halve marathon van Tarnowo Podgorne - 1:21.16
- 2015:  halve marathon van Berlijn - 1:26.01

### 25 km
- 2001:  25 km van Berlijn - 1:25.11
- 2002:  25 km van Berlijn - 1:26.15
- 2003:  25 km van Berlijn - 1:25.02
- 2006: 4e 25 km van Berlijn - 1:36.18
- 2007:  25 km van Berlijn - 1:29.58

### marathon
- 2007:  marathon van Amsterdam - 2:28.16
- 2008: 12e Boston Marathon - 2:46.25
- 2008: 14e marathon van Tokio - 2:46.18
- 2009: 7e marathon van Singapore - 2:41.29
- 2010: 8e marathon van Madrid - 2:50.38
- 2010: 4e marathon van Nairobi - 2:38.19
- 2011: 5e marathon van São Paulo - 2:40.22
- 2011: 5e marathon van Recife - 2:53.21
- 2012:  marathon van Kisumu - 2:31.32
- 2013:  marathon van Metz - 2:49.29
- 2014: 7e marathon van Boekarest - 3:01.26

### veldlopen
- 2000: 25e WK lange afstand in Vilamoura - 27.29
- 2001: 13e Keniaanse kamp. in Nairobi - 28.47
- 2002: 10e Keniaanse kamp. in Nairobi - 28.15
- 2003: 5e Keniaanse kamop. in Nairobi - 27.28
- 2003: 5e WK lange afstand in Lausanne - 26.33
- 2004: 5e Warandeloop - 23.28